# Tim Bergfelder
Tim Bergfelder (* 27. April 1965) ist ein deutscher Filmwissenschaftler.

## Leben
Nach dem Studium der Anglistik, Publizistik und Geschichte in Berlin und einer Tätigkeit als Filmkritiker in Deutschland erwarb er 1988 den MA in Filmwissenschaft an der University of East Anglia und 1999 den PhD (The internationalisation of the German film industry in the 1950s and 1960s) in Filmwissenschaft an der University of East Anglia. Er lehrt als Professor für Filmwissenschaften an der University of Southampton.
Bei Berghahn Books, New York und Oxford, ediert er seit 2005 zusammen mit Hans-Michael Bock (CineGraph Hamburg) und Sabine Hake (University of Texas, Austin) bzw. Barbara Mennel (University of Florida) die Buchreihe Film Europa: German Cinema in an International Context.
Seine Forschung konzentriert sich auf historische Entwicklungen im europäischen Kino und auf transnationale Verbindungen im Weltkino.

## Schriften (Auswahl)
- International adventures. German popular cinema and European co-productions in the 1960s. New York 2005, ISBN 1-57181-538-4.
- mit Sue Harris und Sarah Street: Film architecture and the transnational imagination. Set design in 1930s European cinema. Amsterdam 2007, ISBN 978-90-5356-980-1.
- Associate Editor (General editor: Hans-Michael Bock): The Concise CineGraph. Encyclopaedia of German Cinema. New York, Oxford: Berghahn Books 2009, (Film Europa: German Cinema in an International Context), ISBN 978-1-57181-655-9.